# Elecciones provinciales del Neuquén de 2007
El 3 de junio de 2007 se realizaron elecciones para elegir Gobernador, vicegobernador y 35 diputados provinciales.
El resultado estableció que Jorge Sapag (48,34%) fuera elegido gobernador de la provincia como candidato del oficialista Movimiento Popular Neuquino.

## Resultados

### Gobernador y Vicegobernador
| Fórmula                 | Fórmula           | Partido                | Partido                                   | Partido                                   | Votos   | %     |
| Gobernador              | Vicegobernador    | Partido                | Partido                                   | Partido                                   | Votos   | %     |
| ----------------------- | ----------------- | ---------------------- | ----------------------------------------- | ----------------------------------------- | ------- | ----- |
| Jorge Sapag             | Ana María Pechen  |                        |                                           | Movimiento Popular Neuquino               | 96.992  | 38,55 |
| Jorge Sapag             | Ana María Pechen  |                        | Servicio y Comunidad                      | 8.479                                     | 3,37    |       |
| Jorge Sapag             | Ana María Pechen  |                        | Opción Federal                            | 8.335                                     | 3,31    |       |
| Jorge Sapag             | Ana María Pechen  |                        | Apertura Popular de Neuquén               | 7.642                                     | 3,04    |       |
| Jorge Sapag             | Ana María Pechen  | Total Sapag - Pechen   | Total Sapag - Pechen                      | Total Sapag - Pechen                      | 121.448 | 48,27 |
| Horacio "Pechi" Quiroga | Hugo Panessi      |                        | Concertación Neuquina para la Victoria    | Concertación Neuquina para la Victoria    | 88.052  | 35,01 |
| Raúl Podestá            | Jesús Escobar     |                        | Frente Alternativa Neuquina               | Frente Alternativa Neuquina               | 19.228  | 7,64  |
| Julio Fuentes           | Osvaldo Pellín    |                        |                                           | Frente UNE - Partido Socialista           | 10.293  | 4,09  |
| Julio Fuentes           | Osvaldo Pellín    |                        | Afirmación para una República Igualitaria | 2.349                                     | 0,93    |       |
| Julio Fuentes           | Osvaldo Pellín    |                        | Partido Intransigente                     | 2.229                                     | 0,89    |       |
| Julio Fuentes           | Osvaldo Pellín    | Total Fuentes - Pellín | Total Fuentes - Pellín                    | Total Fuentes - Pellín                    | 14.871  | 5,91  |
| Patricia Jure           | Néstor Ibáñez     |                        | Partido Obrero                            | Partido Obrero                            | 2.666   | 1,06  |
| Omar Aiello             | Eduardo Mordacini |                        | Partido Humanista                         | Partido Humanista                         | 2.035   | 0,81  |
| Graciela Fraños         | Daniel Reyes      |                        | Partido de los Trabajadores Socialistas   | Partido de los Trabajadores Socialistas   | 1.905   | 0,76  |
| Priscila Otton Araneda  | Pedro Córdoba     |                        | Movimiento por el Socialismo y el Trabajo | Movimiento por el Socialismo y el Trabajo | 1.371   | 0,54  |
| Votos positivos         | Votos positivos   | Votos positivos        | Votos positivos                           | Votos positivos                           | 251.576 | 92,25 |
| Votos en blanco         | Votos en blanco   | Votos en blanco        | Votos en blanco                           | Votos en blanco                           | 12.143  | 4,45  |
| Votos nulos             | Votos nulos       | Votos nulos            | Votos nulos                               | Votos nulos                               | 8.996   | 3,30  |
| Total                   | Total             | Total                  | Total                                     | Total                                     | 272.715 | 100   |
| Fuente:                 |                   |                        |                                           |                                           |         |       |

### Legislatura
| Partido/Alianza | Partido/Alianza                           | Votos   | %     | Bancas | Electos |
| --------------- | ----------------------------------------- | ------- | ----- | ------ | --- |
|                 | Movimiento Popular Neuquino               | 92.617  | 37,59 | 15/35  | Ver electos: - Carlos Horacio González - Carlos Omar Lorenzo - Silvia Noemí de Otaño - José "Pino" Russo - Ariel Alejandro Sandoval - Graciela M. Muñiz Saavedra - Darío Edgardo Mattio - Jorge della Gaspera - Graciela Noemí Castañón - Carlos Argentino Pacheco - Juan Bernabé Gómez - Andrea Elizabeth Obregón - Rolando Figueroa - Roxana Valeria González - Aramid Santo Monsalve |
|                 | Concertación Neuquina para la Victoria    | 79.097  | 32,10 | 13/35  | Ver electos: - Tomás Eduardo Benítez - Ariel Gustavo Kogan - Yenny Orieth Fonfach Velásquez - Miguel Ángel Guidali - Marcelo Alejandro Inaudi - Amalia Esther Jara - Luis Gastón Contardi - Luis Miguel Lucero - María Cecilia Bianchi - Luis Andrés Sagaseta - Juan Romildo Oltolina - Fanny Noemí Longo - José Luis Sáez                                                              |
|                 | Frente Alternativa Neuquina               | 18.892  | 7,67  | 3/35   | Ver electos: - María Soledad Martínez - Paula Rayen Sánchez - Hugo Alberto Gonçalves |
|                 | Frente UNE - Partido Socialista           | 12.152  | 4,93  | 1/35   | - Rodolfo Canini |
|                 | Servicio y Comunidad                      | 8.035   | 3,26  | 1/35   | - Daniel Baum |
|                 | Opción Federal                            | 7.879   | 3,20  | 1/35   | - Horacio Alejandro Rachid |
|                 | Apertura Popular de Neuquén               | 7.400   | 3,00  | 1/35   | - Carlos Enrique "Chino" Sánchez |
|                 | Recrear para el Crecimiento               | 4.888   | 1,98  |        | |
|                 | Afirmación para una República Igualitaria | 4.572   | 1,86  |        | |
|                 | Partido Obrero                            | 2.718   | 1,10  |        | |
|                 | Partido Intransigente                     | 2.655   | 1,08  |        | |
|                 | Partido Humanista                         | 2.036   | 0,83  |        | |
|                 | Partido de los Trabajadores Socialistas   | 2.028   | 0,82  |        | |
|                 | Movimiento por el Socialismo y el Trabajo | 1.431   | 0,58  |        | |
| Votos positivos | Votos positivos                           | 246.400 | 90,35 |        | |
| Votos en blanco | Votos en blanco                           | 16.998  | 6,23  |        | |
| Votos nulos     | Votos nulos                               | 9.317   | 3,42  |        | |
| Total           | Total                                     | 272.715 | 100   |        | |
| Fuentes:        |                                           |         |       |        | |